# Юламановский сельсовет (Башкортостан)
Юламановский сельсове́т — упразднённое в 2008 году административно-территориальная единица и сельское поселение (тип муниципального образования)в составе Аургазинского района. Почтовый индекс — 453480. Код ОКАТО — 80205880000. Образован в 1993 году.

## История
В 1993 году вышел Указ Президиума ВС РБ от 29.03.93 N 6-2/123 «Об образовании Юламановского сельсовета в Аургазинском районе». Он постановлял:
1. Образовать в Аургазинском районе Юламановский сельсовет с административным центром в деревне Юламаново. Содержание аппарата сельсовета осуществлять из районного бюджета.
2. Включить в состав Юламановского сельсовета населенные пункты: деревню Юламаново, поселки Алексеевка, Культура, Никольск, исключив из состава Толбазинского сельсовета.

3. Установить границу Юламановского и Толбазинского сельсоветов согласно представленной схематической карте.
Закон Республики Башкортостан от 19.11.2008 N 49–з “Об изменениях в  административно–территориальном устройстве Республики Башкортостан в связи с объединением отдельных сельсоветов и передачей населённых пунктов”, ст.1 5) по Аургазинскому району а) гласил: 

 “Внести следующие изменения в административно–территориальное устройство Республики Башкортостан:
объединить Толбазинский и Юламановский сельсоветы  с сохранением наименования "Толбазинский" с административным центром в селе Толбазы.
Включить деревни Юламаново, Алексеевка, Культура, Никольск Юламановского сельсовета в состав Толбазинского сельсовета.

Утвердить границы Толбазинского сельсовета согласно представленной  схематической карте.

Исключить из учётных данных Юламановский сельсовет
На 2008 год граничил с муниципальными образованиями: Новокальчировский сельсовет, Толбазинский сельсовет, («Закон Республики Башкортостан от 17.12.2004 N 126-з (ред. от 19.11.2008) „О границах, статусе и административных центрах муниципальных образований в Республике Башкортостан“»).